# Вишневський Володимир Федорович
Володи́мир Фе́дорович Вишне́вський — український педагог, військовослужбовець, полковник запасу Збройних сил України, учасник російсько-української війни. Лицар ордена Богдана Хмельницького III ступеня (2016).

## Життєпис
У 2014 році брав участь у боях за 32-й блокпост як командир роти 80-ї окремої десантно-штурмової бригади.
Нині викладач Національної академії сухопутних військ імені гетьмана Петра Сагайдачного.

## Нагороди
- орден Богдана Хмельницького III ступеня (16 лютого 2016) — за особисту мужність і високий професіоналізм, виявлені у захисті державного суверенітету та територіальної цілісності України, вірність військовій присязі[3].